# مراهقة من الأرياف (فلم)
مراهقة من الأرياف هو فيلم مصري من إخراج السيد زيادة وبطولة شمس البارودي، حسن يوسف، سعيد صالح، ليلى حمادة ويوسف فخر الدين.

## نبذه
خديجة فتاة قروية ترى في قصر البيه حفلات صاخبة، تقع في غرام الخولي مجاهد. تتشوق إلى زيارة القاهرة، تمرض أمها فتذهب معها للعلاج لدى الدكتور حسن الذي يحب ابنة خالته المتحررة، يطلب حسن من صديقه منعم أن يسعى لتحويل خديجة إلى فتاة عصرية، وتصبح فتاة مبهرة.

## طاقم العمل
- شمس البراودي بدور خديجة
- حسن يوسف بدور حسن
- سعيد صالح بدور منعم
- ليلى حمادة بدور فاطمة
- يوسف فخر الدين بدور مجاهد
- مريم فخر الدين بدور أم حسن
- عماد حمدي بدور الأستاذ
- توفيق الدقن بدور المشعوذ
- نعيمة الصغير بدور نعيمة أم خديجة
- صلاح نظمي بدور والد حسن